# Monumento a Cristoforo Colombo (Barcellona)
Il monumento a Cristoforo Colombo è una statua in onore di Cristoforo Colombo che si trova alla fine della Rambla davanti al porto di Barcellona.
Il monumento, alto 60 metri, è tra i più famosi della città e della Spagna intera e fu costruito per iniziativa del mercante Antoni Fages I Ferrer in onore del grande navigatore genovese, per ricordare quando, di ritorno dal Nuovo Mondo, Colombo si recò da Isabella di Castiglia e Ferdinando II d'Aragona. Si trova nella piazza Portal de la Pau (Portale della pace), punto di unione tra l'estremità inferiore delle Ramblas e il Passeig de Colom  di fronte al porto.
Fu costruito al culmine dei lavori di miglioramento del litorale barcellonese eseguiti in occasione dell'Esposizione Universale del 1888. Inaugurato il 1º giugno 1888, divenne una delle icone della città.
La statua di Colombo vera e propria si trova in cima a una colonna di ferro e misura 7 metri. Il complesso scultoreo fu concepito da Gaietà Buïgas I Monravà, mentre la statua venne realizzata dallo scultore Rafael Atchè.
Essa rappresenta Cristoforo Colombo col braccio destro esteso e il dito indice puntato verso il mare. Inizialmente si disse che indicasse la direzione in cui era situata l'America, ma questa ipotesi si rivelò palesemente falsa in quanto il dito indica la direzione SSE della rosa dei venti. Per questo motivo, sorsero altre tre teorie: la prima secondo cui la gente non avrebbe capito se il dito avesse indicato l'ovest, la cui direzione era giusta, ma rimandava all'interno del Paese; la seconda che voleva che indicasse come arrivare al porto spagnolo di Palos, in Andalusia, che era il luogo in cui salparono le tre caravelle di Colombo; infine l'ultima faceva pensare a una direzione che portasse a Genova, la città natale di Colombo. 
Alla fine, si scoprì che anche queste tre teorie erano errate (sebbene fossero più verosimili di quella iniziale), infatti la terra emersa che si raggiunge seguendo precisamente la direzione tracciata dal dito è l'isola di Maiorca.
Nell'interno della colonna è installato un ascensore che porta alla semisfera posta sotto i piedi della statua. Dal mirador si può godere di una vista sulla città e sul complesso dei Drassanes.
Il grande propugnatore della costruzione fu il sindaco di Barcellona Francesc Rius i Taulet. Il finanziamento dell'opera causò molte polemiche a quel tempo. In principio si aprì una sottoscrizione popolare, il comune si fece carico del resto delle spese giacché le donazioni private si rivelarono insufficienti quando il preventivo iniziale fu largamente superato.